# Das Kartell (Roman)
Das Kartell (engl. Originaltitel: The Cartel) ist ein Thriller von Don Winslow aus dem Jahr 2015, der sich mit dem Drogenkrieg in Mexiko befasst. Es handelt sich um ein fiktives Werk, das von authentischen Ereignissen inspiriert ist. Der Roman bildet die Fortsetzung zu Winslows 2005 veröffentlichten Roman Tage der Toten, der den Originaltitel The Power of the Dog trägt. Folglich ist der Folgeroman Das Kartell auch unter dem Titel The Power of the Dog II bekannt.

## Handlung
Der Roman handelt von der Brutalität des Drogenkriegs in Mexiko im Zeitraum zwischen 2004 und 2014. Durch den Ausbruch des Drogenbosses Adán Barrera (diese Romanfigur ist inspiriert durch El Chapo) aus dem Hochsicherheitsgefängnis Puente Grande wird der Drogenfahnder der Drug Enforcement Administration (DEA), Art Keller, reaktiviert. Keller hatte Barrera einst festgenommen und sich danach als Bienenzüchter in ein Kloster zurückgezogen. Dabei hat der US-Amerikaner Keller in Mexiko nur eingeschränkte Befugnisse und ist offiziell nur als Berater für die mexikanischen Ermittlungsbehörden tätig, die vom Chefstaatsanwalt Luis Aguilar und vom Polizeichef Gerardo Vera geleitet werden. Sie sind Barrera mehrfach dicht auf den Fersen, doch kann dieser sich stets im letzten Augenblick der Verhaftung entziehen. Bald findet Keller durch ein ihm zugespieltes Band heraus, dass Polizeichef Vera auf Barreras Gehaltsliste stand und diesen jedes Mal rechtzeitig informierte, bevor die Einsatzkräfte zuschlagen konnten.
Darüber hinaus schildert der Roman die verschiedenen Aktivitäten und Kämpfe der Kartelle untereinander. Die vier bedeutendsten sind das Juárez-Kartell, das Golf-Kartell, das Tijuana-Kartell und das Sinaloa-Kartell. Ebenfalls bedeutsam sind La Familia Michoacana und Los Zetas, zwei der paramilitärischen Organisationen der Kartelle.
Es stellt sich heraus, dass insbesondere die von dem ehemaligen Offizier einer mexikanischen Luftwaffeneliteeinheit, Heriberto Ochoa, gegründeten Zetas mit einer Brutalität vorgehen, die sadistisch motiviert ist. Die Figur des Ochoa, der auch unter den Spitznamen Z1 und El Verdugo (dt. Der Scharfrichter) bekannt ist, ist inspiriert durch Heriberto Lazcano. Auch der zweite Mann der Zetas, Miguel Morales alias Z40 und im Roman fast durchweg als Forty bezeichnet, ist durch den gleichnamigen Miguel Morales inspiriert.
Die Zetas fungierten anfangs als bewaffneter Arm des Golf-Kartells, machen sich jedoch bald selbständig und verleihen dem „Krieg der Kartelle“ eine neue Dimension. Denn sie erweitern ihre Aktivitäten auf Entführung und Schutzgelderpressung und verkommen zu einer Art „Grusel-Kabinett“. Sie überziehen Mexiko mit Terror, nehmen keine Rücksicht auf Zivilisten, schlachten Frauen und Kinder ab und köpfen ihre Gegner. Weil sie die Medien durch Einschüchterung zum Schweigen gebracht und die Polizei in vielen Teilen des Landes unterwandert haben, haben sie bereits eine Art Schattenregierung errichtet.
Um diesen schädlichen Einfluss einzudämmen, verbünden sich höchste mexikanische Regierungsstellen mit den weniger brutalen Kartellen, wie zum Beispiel Barreras Sinaloa-Kartell. Dabei kommt es sogar zu einem Schulterschluss zwischen Keller und Barrera.
Währenddessen zieht sich die Führungsspitze der Zetas nach Guatemala zurück, wo weder die mexikanischen noch die US-amerikanischen Einsatzkräfte tätig werden dürfen.
Daher wird eine regierungsunabhängige Spezialeinheit gebildet, die das Quartier der Zetas im Departamento Petén angreifen soll, während Barrera dort mit einer Hundertschaft seiner besten Leute vorgetäuschte Vertragsverhandlungen führt. In dem Dorf Dos Erres kommt es zum Showdown, bei dem Keller Barrera erschießt.

## Personen
- Art(uro) Keller: reaktivierter Drogenfahnder der DEA, der dabei helfen soll, den Drogenboss Adán Barrera nach dessen Ausbruch abermals dingfest zu machen.
- Adán Barrera: der Boss des Sinaloa-Kartells war einst der mächtigste Drogenboss der Welt und verfolgt das Ziel, die mexikanischen Drogenkartelle wieder unter seiner Führung zu vereinen.
- Pablo Mora: Journalist der Juarenser Zeitung El Periódico.
- Marisol Cisneros: die Ärztin ist zeitweise mit Keller liiert.
- Magda Beltrán: die ehemalige Miss Culiacán flog als Geldkurierin für einen Drogendealer auf und kam ins Gefängnis, wo sie Barrera kennenlernte.
- Luis Aguilar: der Staatsanwalt genießt den Ruf eines knallharten Anklägers.
- Gerardo Vera: Polizeichef, der mit früheren Polizeikumpels aus dem hauptstädtischen Problembezirk Iztapalapa eine neue Polizeieinheit aufgebaut hat.
- Eddie Ruiz: ein mit Barrera verbündeter Killer, auch bekannt als Crazy Eddy und Narco Polo.
- Jesús „Chuy“ Barajas: Killer, auch als Jesús the Kid bekannt.
- Diego Tapia: einer der hohen Bosse des neu formierten Sinaloa-Kartells.
- Martín Tapia: Finanzchef und Diplomat des Tapia-Clans.
- Yvette Tapia: Martíns Gattin.
- Roberto Orduña: Nachfolger Veras, der eine neue Sondereinheit aufbaut.

## Kritiken
- Das Kartell liest sich fast wie ein Tatsachenbericht, dicht und hochspannend. Selten habe ich 800 Seiten so verschlungen! (Peter Twiehaus, ZDF-Morgenmagazin)
- Don Winslow hat, als Roman getarnt, eine Chronologie des War on Drugs geschrieben. (der Freitag)
- Das Buch, wenngleich als „fiktives Werk“ deklariert, basiere auf authentischen Ereignissen. Er muss das wohl so deutlich erwähnen, man wäre sonst versucht, den in nüchternen Worten geschilderten Wahnsinn als durchgedrehte Gewaltfantasie abzutun. (Rhein-Zeitung)
- Don Winslow hat dieses Buch einer ganzen Hundertschaft von namentlich genannten Journalistinnen und Journalisten gewidmet, die im „wirklichen“ Drogenkrieg umgebracht wurden. Schon deshalb sollte man es bis ans Ende lesen. (NRZ)
- „Das Kartell“ ist ... brillant recherchiert und zeigt uns auf sehr eindringliche Weise, wie komplex und gefährlich unsere Welt tatsächlich ist. (Michael Connelly)

## Textausgabe
- Das Kartell. Aus dem Amerikanischen von Chris Hirte. Droemer Knaur, München 2015, ISBN 978-3-426-30429-7.